# NGC 228
NGC 228 è una galassia a spirale barrata situata nella costellazione di Andromeda.

## Descrizione
La galassia ha una classe di luminosità I-II e presenta una larga riga a 21 cm dell'idrogeno neutro. 
NGC 228 è contornata da un anello, come indica la (R) posta davanti al suo tipo morfologica nella classe di appartenenza.
Data la sua luminosità superficiale pari a 14,00, NGC 228 può essere classificata come una galassia a bassa luminosità superficiale (nella letteratura in lingua inglese abbreviata in LSB, acronimo di Low Surface Brightness). Le galassie LSB sono galassie di tipo diffuso (D) con una luminosità superficiale inferiore di almeno una magnitudine a quella del cielo notturno circostante.

## Scoperta
NGC 228 è stata scoperta il 10 ottobre 1879 dall'astronomo francese Édouard Stephan.
Le galassie NGC 228 e NGC 229 sono state scoperte nel corso della stessa notte da parte di Édouard Stephan. Si trovano visualmente ravvicinate nella volta celeste e hanno distanze simili dalla nostra Via Lattea. Pertanto formano una coppia di galassie.